# Helen Davies
Helen Davies (* 16. Oktober 1986 in Wirral) ist eine englische Badmintonspielerin. 

## Karriere
Helen Davies gewann bei den nationalen Meisterschaften 2010 in England Silber im Dameneinzel und Bronze im Damendoppel. Ein Jahr später erkämpfte sie sich erneut Bronze im Doppel. Bei den Welsh International 2007 wurde sie ebenso Zweite wie bei den Portugal International  2010 und 2011. In der Saison 2009/2010 startete sie für den BV Gifhorn in der Badminton-Bundesliga.